# Crisis (album de Symbyosis)
Pour les articles homonymes, voir Crisis.
Albums de Symbyosis
On the Wings of Phoenix
Crisis est le premier album studio du groupe de death progressif Symbyosis. Réalisé dans le studio du groupe à Saint-Cloud, ce premier album a été enregistré et produit par Corrosive Bob et Franck Kobolt au sein de Hidden Association (Tetsuma, KTR6, Misanthrope, Penumbra, Korum, etc.).

## Pistes de l'album
1. Opening Act
2. To Decant Souls
3. Quest Of The Dolphin
4. Ephemeral Life Conductor
5. Self Mutation
6. Kahl Palyn
7. Acrid Nebula
8. Triton (The Light Guide)
9. The Obscure Periplus Of Thanos
10. Der Waltz Von Gehangen
11. The Epileptic Modern Artistic Non-Believer
12. Little Princess
13. Synthesis